# Hayter (Alberta)
Pour les articles homonymes, voir Hayter.
Hayter est un hameau (hamlet) de Provost No 52, situé dans la province canadienne d'Alberta.

## Démographie
En tant que localité désignée dans le recensement de 2011, Hayter a une population de 103 habitants dans 37 de ses 44 logements, soit une variation de -22,6 % par rapport à la population de 2006. Avec une superficie de 0,663 3 km2, le hameau possède une densité de population de 155,284 2 hab/km2 en 2011.
Concernant le recensement de 2006, Hayter abritait 133 habitants dans 43 de ses 45 logements. Avec une superficie de 0,663 3 km2, le hameau possédait une densité de population de 200,5 hab/km2 en 2006.